# 吉田剛
吉田 剛（よしだ たかし、1966年11月28日 - ）は、茨城県北相馬郡藤代町（現在の取手市）出身の元プロ野球選手（内野手）、野球解説者、実業家。

## 来歴・人物

### プロ入り前
精肉店を営む家庭に出生。茨城県立取手第二高等学校への在学中に、硬式野球部で木内幸男監督の指導を受けながら、2年時の1983年春に第55回選抜高等学校野球大会へ出場した。当時は捕手で、同期のエース・石田文樹とバッテリーを組んでいたが、1回戦で泉州高等学校に惜敗した。翌1984年には、第56回選抜高等学校野球大会には遊撃手として出場。準々決勝まで進出したものの、山口重幸を擁する岩倉高等学校の前に決勝進出を阻まれた。しかし、夏の第66回全国高等学校野球選手権大会では、KKコンビ（清原和博と桑田真澄）を擁するPL学園高等学校と決勝で対戦。当時2年生の桑田から本塁打を放った末に、チーム史上初めての優勝を成し遂げた。ちなみに、秋の奈良わかくさ国体でも、同校と決勝で対戦した末に優勝している。
高校3年時に選手権大会で優勝してからは、西武ライオンズへの入団を志望しつつ、明治大学の入学試験に合格。西武を初めとするNPB球団からの誘いも受けていたが、西武以外の球団の関係者とは一切面談しなかったという。ところが、1984年のNPBドラフト会議で、西武と近鉄バファローズから2位で指名。指名の重複による抽選の結果、近鉄が吉田との独占交渉権を獲得した。後に近鉄への入団を決めたものの、明治大学への入学を辞退したことなどから、チームへの合流と入団記者会見は翌1985年2月の春季キャンプ中にまで持ち越された。入団当初の背番号は48。

### プロ入り後
1985年7月の北海道遠征から一軍に合流すると、一軍公式戦23試合に出場。翌1986年にスイッチヒッターへ転向したものの、後述するチーム事情で1試合の出場にとどまったため、1987年以降は右打ちに再び専念している。1993年11月29日には背番号が0から8に変更されることが発表され、翌1994年度の年俸4000万円（前年比750万円増額）で契約更改した。
1988年から一軍に定着すると、準レギュラー扱いながら、内外野をこなすユーティリティプレイヤーとして活躍。背番号を0に変更した1991年に、正遊撃手の座を確保した。翌1992年には一軍公式戦で27盗塁を記録したが、背番号8を付けるようになった1994年以降は、水口栄二や武藤孝司に正遊撃手の座を奪われた。更に1997年にはオリックスから勝呂壽統が加入し一軍定着後では自己ワーストの出場数と一軍安打0に終わり崖っぷちに立たされたが、翌1998年には奮起し後半戦では、不振の武藤に代わってスタメンへの起用が相次いだ。
2000年のシーズン途中に、杉山賢人との交換トレードで、西川慎一と共に阪神タイガースへ移籍。背番号は17で、移籍後は一軍公式戦65試合に出場した。7月19日の対読売ジャイアンツ（巨人）戦では、16年前の選手権大会の決勝と同じく、阪神甲子園球場で桑田と対戦。延長10回裏の打席で、桑田からサヨナラ安打を放ったことから、当時阪神を指揮していた野村克也から「ベテランの味や」という賛辞を受けた。
2001年には、沖原佳典・藤本敦士・赤星憲広といった若手選手の台頭を受けて、プロ入り後初めて一軍公式戦への出場機会がなかった。10月の秋季キャンプ直前に、「選手として自分の使命が終わった」と突然感じたとのことで、そのまま現役を引退した。

### 現役引退後
複数の飲食店を経営しながら、2007年までラジオ大阪の野球解説者として活動していた。引退当初は大阪府八尾市で飲食店を営んでいたが、家業との兼ね合いなどで肉料理へ造詣を持ったことをきっかけに、大阪市中央区で「豚肉料理 吉田」（2020年の時点では休業中）のオーナーを務めた。2022年の時点では、同じ大阪市内の北新地で、「T2」というバーのオーナーに就いている。店名は取手二高の英語表記（Toride 2nd Junior High School）に由来しているという。

## エピソード
ニックネームは「ごっつ」で、顔が松本人志に似ていたことや、『ダウンタウンのごっつええ感じ』（自身の現役期間中に松本が出演していたテレビ番組）に自身の名前の「剛」の音読み（ごう）が重ねられたことによる。
2022年の時点で日本の高校球児が多用している「自分たちの野球」という言葉が公に広まるきっかけになったのは、吉田が1984年の全国高等学校野球選手権大会で取手二高を初優勝へ導いた翌日（8月22日）の発言とされている。朝日新聞社が1984年以降に発行の『朝日新聞』の朝刊・夕刊に掲載した記事の情報を収めている「朝日新聞記事データベース」によれば、この言葉が紙面に初めて出たのは同日発行分の夕刊で、吉田が（大会優勝校の慣例になっている）優勝報告を目的に他のナインと揃って朝日新聞大阪本社を訪れた際に「自分たちの野球をやって（PL学園高校に）勝てたことがとても嬉しい」と言った旨を報じる記事が掲載されていた。吉田自身は、「自分たちの野球」のルーツをたどる特集記事（大阪本社の発行版では2022年7月5日付の夕刊で1面に掲載）向けの追加取材に対して、「自分たちの野球」について「適材適所で人（自分を含めたナイン）を操る（木内）監督の采配もあっての発言だった」と説明。そのうえで、取材の時点で現役の高校球児に向けて、「野球は相手のあるスポーツなので、力を出しても負けることがある。ミスがあって負けても、『自分たちの野球』（であることに変わりはない）」とのメッセージを送っている。ちなみに、木内は2020年11月に89歳で永眠したため、木内の訃報を受けた直後には「僕の人生を作ってくれた人で、切っても切れない縁です」という言葉で木内を悼んでいる。
高校卒業後の進路を明治大学への進学から近鉄への入団に切り替えたきっかけは、ドラフト会議で近鉄へ指名された後に明治大学の練習へ参加したことにある。本人によれば、「周りの選手が（自分の想像より）下手な選手ばかりだったので、『これだったらプロ（近鉄）へ行った方が良い』と感じた」という。指名の時点では、現役時代に「遊撃守備の名手」として鳴らした広岡達朗（当時は西武の一軍監督）から遊撃手として認められていたことを喜ぶ一方で、近鉄については（本拠地から遠く離れた茨城県内に在住していたため）ほとんど知らなかった。
近鉄への入団1年目には、藤井寺球場に隣接する球友寮（球団の合宿所で現存せず）で生活しながら、朝から晩まで練習に明け暮れていた。7月に一軍へ昇格する前にも、6月に昇格を打診されていたが、自身の意思で固辞している。当時の関西地方で近鉄・阪神に加えて阪急ブレーブスや南海ホークスも本拠地を置いていたことを背景に、近鉄と同じパシフィック・リーグとウエスタン・リーグに加盟する阪急や南海との間で、一軍と二軍の公式戦を同じ日に組む「親子ゲーム」が頻繁に開催されていたことによる。吉田が引退後に述懐したところによれば、「（親子ゲームのうちウエスタン・リーグで）朝11時から試合（公式戦）が始まる日に、8時か9時から練習を始めてから親子ゲームに臨むような生活を毎日続けることは（プロ1年目の自分には）無理だったので、昇格の打診を断った」という。
吉田の近鉄2年目（1986年）当時の球界では、吉田のような俊足の右打者をスイッチヒッターに転向させることが、プロ・アマを問わず一種の「トレンド」と化していた。現に、近鉄の二軍首脳陣も、吉田に左打席で経験を積ませたうえで一軍へ送り込んだ。これに対して、一軍の首脳陣は、昇格したばかりの吉田に「（経験の浅い）左打席じゃ打てないから（前年にも一軍の公式戦で経験している）右打席で打て」と命令。結局、吉田は一軍公式戦1試合に出場しただけで、二軍への降格を余儀なくされた。吉田によれば、当時はスイッチヒッターへの転向をめぐって、一軍と二軍の首脳陣の間で意見がかなり対立していたとのことである。
プロ入り後の試合では、ベンチ内でムードメーカーに徹していた。近鉄の一軍監督を仰木彬が務めていた時期の試合では、チームが得点するたびにベンチの前に出てきて、「吉田ダンス」を披露。選手だけでなく、ファンまでも盛り上げていた。その一方で、仰木監督時代の1988年には、7月からレギュラー候補扱いで一軍へ昇格。しかし、昇格の直後に手の骨を折った影響で、いわゆる「10・19」（10月19日に川崎球場で催されたロッテオリオンズとのダブルヘッダー）を研志寮内のテレビ中継で見届ける羽目になった。当時の近鉄球団は吉田の骨折の原因を「自動車のドアに手を挟んだため」と発表していたが、吉田本人は「試合中の死球でもなければ、練習中のアクシデントでもない」と述べるだけで、現役引退後の取材でも言葉を濁している。
近鉄時代の応援歌は安達俊也の流用。原曲はナムコ（現バンダイナムコエンターテインメント）のビデオゲーム『スカイキッド』であった、同じナムコから発売されていた野球ゲーム『ファミスタ'93』内にて吉田の打席時にこの曲がそのまま使用されていた、加えて1999年〜2000年度の「大阪近鉄バファローズ選手別応援歌」CDにもそのまま収録されていた（作曲者は応援団名義となっていた）。後に前田忠節の応援歌として使われたが、権利関係等もありCDに収録されることはなかった。
プライベートでは、近鉄選手時代の1989年に結婚。妻は当時のチームメイト・村上隆行が大牟田高等学校へ在学していた時期の同級生（一般人）で、結婚発表の際には妻との間に子どもが既にいることも明かしていた。
阪神時代の2000年に巨人戦で桑田からサヨナラ安打を放った直後のヒーローインタビューでは、「阪神に入団してから早くここに立ちたかった」とコメント。さらに、「（取手二高）3年の時に（甲子園球場）で桑田のカーブで本塁打を放ったことは、よく覚えている。桑田と公式戦で対戦するのはその試合以来で、一塁に（当時巨人へ在籍していた）清原が守っているので、打席に入った時には『久しぶり』という感じがした」と語った。

## 詳細情報

### 年度別打撃成績
| 年 度      | 球 団      | 試 合 | 打 席 | 打 数 | 得 点 | 安 打 | 二 塁 打 | 三 塁 打 | 本 塁 打 | 塁 打 | 打 点 | 盗 塁 | 盗 塁 死 | 犠 打 | 犠 飛 | 四 球 | 敬 遠 | 死 球 | 三 振 | 併 殺 打 | 打 率 | 出 塁 率 | 長 打 率 | O P S |
| ---------- | ---------- | ----- | ----- | ----- | ----- | ----- | -------- | -------- | -------- | ----- | ----- | ----- | -------- | ----- | ----- | ----- | ----- | ----- | ----- | -------- | ----- | -------- | -------- | ----- |
| 1985       | 近鉄       | 23    | 7     | 6     | 3     | 0     | 0        | 0        | 0        | 0     | 0     | 2     | 1        | 0     | 0     | 1     | 0     | 0     | 1     | 0        | .000  | .143     | .000     | .143  |
| 1986       | 近鉄       | 1     | 0     | 0     | 0     | 0     | 0        | 0        | 0        | 0     | 0     | 0     | 0        | 0     | 0     | 0     | 0     | 0     | 0     | 0        | ----  | ----     | ----     | ----  |
| 1987       | 近鉄       | 20    | 10    | 9     | 2     | 0     | 0        | 0        | 0        | 0     | 0     | 2     | 0        | 1     | 0     | 0     | 0     | 0     | 3     | 1        | .000  | .000     | .000     | .000  |
| 1988       | 近鉄       | 41    | 34    | 29    | 8     | 5     | 0        | 0        | 0        | 5     | 0     | 6     | 4        | 2     | 0     | 3     | 0     | 0     | 5     | 0        | .172  | .250     | .172     | .422  |
| 1989       | 近鉄       | 49    | 11    | 11    | 12    | 2     | 0        | 0        | 0        | 2     | 0     | 2     | 0        | 0     | 0     | 0     | 0     | 0     | 4     | 1        | .182  | .182     | .182     | .364  |
| 1990       | 近鉄       | 56    | 62    | 52    | 15    | 12    | 1        | 2        | 0        | 17    | 5     | 6     | 2        | 3     | 1     | 6     | 0     | 0     | 11    | 0        | .231  | .305     | .327     | .632  |
| 1991       | 近鉄       | 95    | 231   | 188   | 32    | 48    | 10       | 4        | 4        | 78    | 23    | 14    | 7        | 17    | 1     | 23    | 0     | 2     | 48    | 2        | .255  | .341     | .415     | .756  |
| 1992       | 近鉄       | 109   | 334   | 296   | 43    | 76    | 6        | 3        | 3        | 97    | 30    | 27    | 6        | 13    | 2     | 21    | 0     | 2     | 58    | 5        | .257  | .308     | .328     | .636  |
| 1993       | 近鉄       | 118   | 367   | 317   | 37    | 71    | 10       | 3        | 1        | 90    | 21    | 18    | 10       | 16    | 2     | 32    | 0     | 0     | 69    | 5        | .224  | .293     | .284     | .577  |
| 1994       | 近鉄       | 84    | 168   | 143   | 34    | 47    | 11       | 0        | 2        | 64    | 19    | 13    | 4        | 11    | 0     | 13    | 0     | 1     | 35    | 0        | .329  | .389     | .448     | .836  |
| 1995       | 近鉄       | 51    | 91    | 81    | 13    | 17    | 3        | 0        | 3        | 29    | 7     | 6     | 1        | 3     | 0     | 7     | 0     | 0     | 22    | 2        | .210  | .273     | .358     | .631  |
| 1996       | 近鉄       | 107   | 297   | 259   | 31    | 62    | 7        | 0        | 2        | 75    | 19    | 9     | 5        | 10    | 1     | 24    | 0     | 3     | 50    | 3        | .239  | .310     | .290     | .600  |
| 1997       | 近鉄       | 11    | 6     | 5     | 1     | 0     | 0        | 0        | 0        | 0     | 0     | 3     | 1        | 1     | 0     | 0     | 0     | 0     | 3     | 0        | .000  | .000     | .000     | .000  |
| 1998       | 近鉄       | 85    | 207   | 171   | 27    | 41    | 6        | 1        | 1        | 52    | 11    | 2     | 2        | 16    | 1     | 17    | 0     | 2     | 32    | 6        | .240  | .314     | .304     | .618  |
| 1999       | 近鉄       | 90    | 276   | 238   | 26    | 56    | 12       | 1        | 0        | 70    | 17    | 12    | 0        | 12    | 1     | 25    | 0     | 0     | 52    | 2        | .235  | .307     | .294     | .601  |
| 2000       | 近鉄       | 7     | 14    | 12    | 1     | 5     | 1        | 0        | 0        | 6     | 1     | 0     | 0        | 1     | 0     | 1     | 0     | 0     | 2     | 0        | .417  | .462     | .500     | .962  |
| 2000       | 阪神       | 65    | 174   | 149   | 17    | 36    | 3        | 1        | 2        | 47    | 13    | 3     | 2        | 7     | 1     | 16    | 1     | 0     | 23    | 7        | .242  | .313     | .315     | .629  |
| '00計      | 阪神       | 72    | 188   | 161   | 18    | 41    | 4        | 1        | 2        | 53    | 14    | 3     | 2        | 8     | 1     | 17    | 1     | 0     | 25    | 7        | .255  | .324     | .329     | .653  |
| 通算：16年 | 通算：16年 | 1012  | 2289  | 1966  | 302   | 478   | 70       | 15       | 18       | 632   | 166   | 125   | 45       | 113   | 10    | 189   | 1     | 10    | 418   | 34       | .243  | .311     | .321     | .633  |

### 記録
- 初出場：1985年7月27日 対ロッテオリオンズ14回戦（札幌円山球場）、9回表にリチャード・デービスの代走
- 初盗塁：1985年7月28日 対ロッテオリオンズ15回戦（札幌円山球場）、村上隆行の代走で9回表に二盗
- 初安打：1988年6月12日 対南海ホークス9回戦（鳥屋野運動公園野球場）、西川佳明から
- 初本塁打：1991年4月9日 対福岡ダイエーホークス1回戦（藤井寺球場）、5回裏に本原正治から2ラン

節目の記録
- 1000試合出場：2000年9月16日 ※史上364人目

### 背番号
- 48（1985年 - 1990年）
- 0（1991年 - 1993年）
- 8（1994年 - 2000年途中）
- 17（2000年途中 - 2001年）

## 出演番組
- 近鉄バファローズナイター
- オリックス・バファローズ ナイトスタジアム
- ラジオ大阪ドラマティックナイター